# Magnant
Magnant és un municipi francès situat al departament de l'Aube i a la regió del Gran Est. L'any 2007 tenia 177 habitants.

## Demografia

### Població
El 2007 la població de fet de Magnant era de 177 persones. Hi havia 76 famílies de les quals 20 eren unipersonals (4 homes vivint sols i 16 dones vivint soles), 20 parelles sense fills, 24 parelles amb fills i 12 famílies monoparentals amb fills.
La població ha evolucionat segons el següent gràfic:
Habitants censats

### Habitatges
El 2007 hi havia 90 habitatges, 78 eren l'habitatge principal de la família, 9 eren segones residències i 3 estaven desocupats. Tots els 90 habitatges eren cases. Dels 78 habitatges principals, 59 estaven ocupats pels seus propietaris, 10 estaven llogats i ocupats pels llogaters i 9 estaven cedits a títol gratuït; 1 tenia dues cambres, 6 en tenien tres, 22 en tenien quatre i 49 en tenien cinc o més. 70 habitatges disposaven pel capbaix d'una plaça de pàrquing. A 27 habitatges hi havia un automòbil i a 43 n'hi havia dos o més.

### Piràmide de població
La piràmide de població per edats i sexe el 2009 era:
| Homes | Edats   | Dones |
| ----- | ------- | ----- |
| 0     | 95 o +  | 0     |
| 0     | 90 a 94 | 0     |
| 0     | 85 a 89 | 0     |
| 4     | 80 a 84 | 0     |
| 12    | 75 a 79 | 8     |
| 8     | 70 a 74 | 12    |
| 0     | 65 a 69 | 0     |
| 4     | 60 a 64 | 4     |
| 0     | 55 a 59 | 0     |
| 4     | 50 a 54 | 0     |
| 12    | 45 a 49 | 20    |
| 4     | 40 a 44 | 4     |
| 12    | 35 a 39 | 12    |
| 4     | 30 a 34 | 8     |
| 8     | 25 a 29 | 4     |
| 0     | 20 a 24 | 4     |
| 16    | 15 a 19 | 0     |
| 8     | 10 a 14 | 16    |
| 8     | 5 a 9   | 4     |
| 4     | 0 a 4   | 4     |

## Economia
El 2007 la població en edat de treballar era de 108 persones, 88 eren actives i 20 eren inactives. De les 88 persones actives 83 estaven ocupades (43 homes i 40 dones) i 5 estaven aturades (2 homes i 3 dones). De les 20 persones inactives 4 estaven jubilades, 10 estaven estudiant i 6 estaven classificades com a «altres inactius».

### Ingressos
El 2009 a Magnant hi havia 77 unitats fiscals que integraven 187 persones, la mediana anual d'ingressos fiscals per persona era de 24.201 €.

### Activitats econòmiques
Dels 5 establiments que hi havia el 2007, 3 eren d'empreses de transport, 1 d'una empresa d'hostatgeria i restauració i 1 d'una empresa de serveis.
L'any 2000 a Magnant hi havia 16 explotacions agrícoles que ocupaven un total de 1.692 hectàrees.

## Equipaments sanitaris i escolars
El 2009 hi havia una escola maternal integrada dins d'un grup escolar amb les comunes properes formant una escola dispersa.

## Poblacions més properes
El següent diagrama mostra les poblacions més properes.